# Кулігово (Мендзижецький повіт)
Кулігово (пол. Kuligowo) — село в Польщі, у гміні М'єндзижеч Мендзижецького повіту Любуського воєводства.
Населення — 159 осіб (2011).
У 1975-1998 роках село належало до Гожовського воєводства.

## Демографія
Демографічна структура станом на 31 березня 2011 року:
|          | Загалом | Допрацездатний вік | Працездатний вік | Постпрацездатний вік |
| -------- | ------- | ------------------ | ---------------- | -------------------- |
| Чоловіки | 74      | 19                 | 48               | 7                    |
| Жінки    | 85      | 16                 | 55               | 14                   |
| Разом    | 159     | 35                 | 103              | 21                   |